# ミスティ (曲)
「ミスティ」（Misty）は、1954年にピアニストのエロル・ガーナーが作曲したジャズ・スタンダードである。1955年に発売されたアルバム『コントラスト』に収録された。後にジョニー・バークによって歌詞が加えられ、1959年に発売されたジョニー・マティスによるカバー・バージョンがBillboard Hot 100で最高位12位を記録。ほかにもレイ・スティーブンス、エラ・フィッツジェラルド、フランク・シナトラらによってカバーされている。

## 背景・リリース（エロル・ガーナー版）
1954年、エロル・ガーナーはサンフランシスコからシカゴへ向かう飛行機の窓から見えた虹から着想を得て、「ミスティ」を作曲。ガーナーは、頭に浮かんだメロディを口ずさみながら、ピアノの鍵盤を思い浮かべて膝を叩きながら作曲を行なった。
1954年7月27日、ワイアット・ラザー（ベース）やファッツ・ハード（ドラム）とともにエロル・ガーナー・トリオ（Erroll Garner Trio）として「ミスティ」のレコーディングを行なった。同日に録音された演奏は、1955年1月に発売されたアルバム『コントラスト』に収録された。
1971年に公開された映画『恐怖のメロディ』で、「ミスティ」がサウンドトラックとして使用された。
1991年、グラミーの殿堂入りを果たした。

## ジョニー・マティスによるカバー
ジョニー・マティスは、1959年4月21日に「ミスティ」のカバー・バージョンのレコーディングを行なった。カバーに際して、ジョニー・バークによって歌詞が加えられており、ポップ調にアレンジが変更されている。
1959年8月10日にアルバム『ヘヴンリー』が発売され、マティスによる「ミスティ」のカバー・バージョンは「サムシング・アイ・ドリームド・ラスト・ナイト」と「ストレンジャー・イン・パラダイス」の間の7曲目に収録された。同年にシングル・カットされ、アメリカのBillboard Hot 100では1969年10月5日付のチャートで初登場58位を記録し、11月30日付のチャートで最高位12位を記録。全英シングルチャートでも最高位12位を記録。
『オールミュージック』のウィリアム・リュールマンは、アルバム『ヘヴンリー』のレビューの中で本作を「アルバムの中で最高の楽曲」として挙げている。

### チャート成績（ジョニー・マティス版）
| チャート (1959年 - 1960年)           | 最高位 |
| ------------------------------------ | ------ |
| カナダ (CHUM chart)                  | 2      |
| UK シングルス (OCC)                  | 12     |
| US Billboard Hot 100                 | 12     |
| US Hot R&B/Hip-Hop Songs (Billboard) | 10     |

## レイ・スティーブンスによるカバー
レイ・スティーブンスによるカバー・バージョンは、1975年4月にシングル盤として発売され、B面には「サンシャイン」が収録された。当時スティーブンスはカントリー路線でチャートの上位に入っていて、その最中で発売された「ミスティ」のカバー・バージョンはブルーグラス調にアレンジされている。同年に同名のアルバムが発売され、「ミスティ」はオープニング・トラックとして収録された。
スティーブンスによるカバー・バージョンは、『ビルボード』誌のHot 100で最高位14位、カントリー・ソング・チャートで最高位3位、イージーリスニング・チャートで最高位8位を記録。1975年度年間チャートで第91位に入った。全英シングルチャートでも最高位2位を記録し、1975年度年間チャートで第23位に入った。第18回グラミー賞で最優秀ヴォーカル入りインストゥルメンタル編曲賞を受賞。

### チャート成績（レイ・スティーブンス版）

#### 週間チャート
| チャート (1975年)                    | 最高位 |
| ------------------------------------ | ------ |
| オーストリア (Ö3 Austria Top 40)     | 11     |
| Canada Adult Contemporary (RPM)      | 6      |
| Canada Country Tracks (RPM)          | 2      |
| Canada Top Singles (RPM)             | 15     |
| アイルランド (IRMA)                  | 2      |
| ニュージーランド (Recorded Music NZ) | 11     |
| UK シングルス (OCC)                  | 2      |
| US Billboard Hot 100                 | 14     |
| US Hot Country Songs (Billboard)     | 3      |
| US Easy Listening (Billboard)        | 8      |

#### 年間チャート
| チャート (1975年)                    | 順位 |
| ------------------------------------ | ---- |
| Canada Top Singles (RPM)             | 135  |
| ニュージーランド (Recorded Music NZ) | 28   |
| UK Singles (Official Charts Company) | 23   |
| US Billboard                         | 91   |

## その他の主なカバー
- サラ・ヴォーン - 1958年7月7日にパリでレコーディングを行ない、シングル盤『ブロークン・ハーテッド・メロディー（英語版）』のB面曲として発売[35]。1959年に発売されたアルバム『ヴォーン・アンド・ヴァイオリン（英語版）』にも収録[36]。アメリカの『ビルボード』誌のBubbling Under the Hot 100で最高位106位[37]、カナダのCHUM chartで最高位8位を記録[38]。
- カウント・ベイシー - 1960年に発売されたアルバム『ダンス・アロング・ウィズ・ベイシー（英語版）』に収録[36]。
- エラ・フィッツジェラルド - 1960年10月17日にシングル盤として発売[39]。
- ハンク・クロフォード（英語版） - 1961年に発売されたアルバム『モア・ソウル（英語版）』に収録[36]。
- フランク・シナトラ - 1962年に発売されたアルバム『シナトラ・アンド・ストリングス（英語版）』に収録[40]。オランダではシングル・カットされている[41]。
- レスリー・ゴーア - 1963年に発売されたアルバム『アイル・クライ・イフ・アイ・ウォント・トゥ（英語版）』に収録[42]。
- アレサ・フランクリン - 1965年に発売されたアルバム『Yeah!!!』に収録[43]。
- リチャード・グルーヴ・ホルムズ（英語版） - 1965年に発売されたアルバム『ソウル・メッセージ（英語版）』に収録[36]。
- ウェス・モンゴメリー - 1965年に発売されたアルバム『Complete Live at the Half Note』に収録[36]。
- アーマッド・ジャマル - 1966年に発売されたアルバム『ヒート・ウェイブ（英語版）』に収録[36]。
- ドナ・ハイタワー（英語版） - 1972年に発売されたアルバム『This World Today Is a Mess』に収録[36]。
- カーメン・マクレエ - 1990年に発売されたアルバム『Sarah: Dedicated to You』に収録[36]。
- ラリー・コリエル - 1993年に発売されたアルバム『Fallen Angel』に収録[44]。
- スティーヴ・トゥーレ（英語版） - 1999年に発売されたアルバム『In the Spur of the Moment』に収録[36]。